# Anvillea radiata
Anvillea radiata és una espècie de planta arbustiva perenne de la família de les compostes (Asteraceae), originària del nord d'Àfrica, sent un endemisme del Sàhara septentrional i central. Es tracta d'un endemisme nord-africà del Sàhara septentrional i central. Es distribueix des del sud del Marroc, contactant amb la vegetació mediterrània de la vall del Sous, l'Anti-Atles i estepes de l'alt i mitjà Muluya. També cap a Líbia occidental i a Tunísia s'hi pot trobar però és molt rar.
És un arbust perennifoli que fa fins a 0,5 m d'alçada, amb un aspecte molt ramificat, més aviat dret, el seu color en general és d'un verd-blanquinós, i és pubescent i tomentosa, és a dir, té una pilositat curta i densa, com una mena de borra fina. Les branques velles o més antigues són llenyoses, tortuoses, amb l'escorça més aviat grisosa. Les branquetes joves són més aviat verdoses-blanquinoses cobertes d'una pilositat poc densa. Les fulles tenen unes mides d'uns 0,6-2,5 x 0,3-0,8 cm; obovals-espatulades, lobulado-dentades i ondulades en la meitat terminal, senceres i molt estretes cap a la base, d'un verd-gris, també amb pilositat blanca molt curta. La seva disposició al voltant de la tija és alternada o sub-oposada. Les flors es presenten en una inflorescència terminal, amb capítols solitaris, grans (fins a 5 cm de diàmetre), que es van endurint un cop han florit. Presència d'involucre del que surten bràctees que es van tornant espinescents a mesura que l'involucre es va endurint. Les flors són de color groc, les interiors són tubulars, regulars; les exteriors tenen llargues lígules. El fruit és un petit aqueni sense plomall de pèls